# Königlich-Preußisches Lyzäum zu Warschau

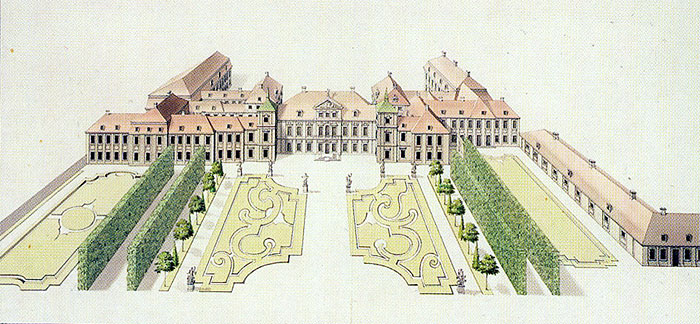
Sächsisches Palais in Warschau, bis 1817 Sitz des Lyzäums

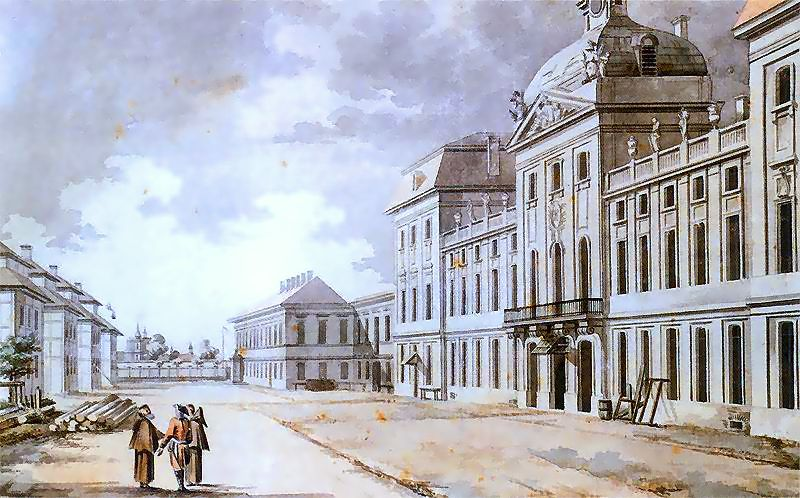
Kazimierz-Palast in Warschau, Sitz des Lyzäums von 1817 bis 1831

Königlich-Preußisches Lyzäum zu Warschau (poln.: Królewsko-Pruskie Liceum Warszawskie), ab 1807 nur Liceum Warszawskie (Warschauer Lyzäum) war eine Warschauer Mittelschule für Knaben, die von 1803 bis 1831 existierte.

## Geschichte
Nach der 3. Teilung Polens im Jahr 1795 kam der größte Teil Westpolens mit der ehemaligen Hauptstadt Warschau unter preußische Herrschaft und wurde in zwei Regierungsbezirke geteilt, Neuostpreußen mit Warschau als Hauptstadt und Südpreußen mit der Hauptstadt in Kalisch. Schon früh waren die preußischen Behörden bemüht, die polnische Jugend zu treuen Untertanen der preußischen Krone zu erziehen und schufen 1793 eine Kadettenanstalt in Kalisch (das früher als Warschau preußisch wurde). Diese Anstalt, mit Deutsch als Unterrichtssprache in den höheren Jahrgängen, hatte als Zweck, junge polnische Adlige zu künftigen Offizieren der preußischen Armee heranzubilden. 1803 begann man, die Eröffnung einer neuen preußischen Mittelschule zu planen, die diesmal Jugendliche aus dem gehobenen Bürgertum der ehemaligen polnischen Hauptstadt ausbilden sollte. Mit der Leitung und der Organisation der Schule wurde der namhafte deutschstämmige Gelehrte Samuel Gottlieb Linde betraut, der die Funktion des Rektors ununterbrochen bis zur Auflösung der Schule innehatte. Die Schule hatte vorwiegend einen humanistischen Charakter, der ganze Unterricht (außer Polnischunterricht) wurde in deutscher Sprache erteilt: Es gab die Fächer Latein, Griechisch, Polnisch, Deutsch, Französisch, Philosophie und Ethik, und daneben Mathematik, Naturwissenschaften und Technik, außerdem auch Musik, Reiten und Tanz. Die Schule hatte sechs Klassen und zwei Vorbereitungsklassen.
Dieses preußische System wurde bis 1807 angewendet, nach der Entstehung des Herzogtum Warschau wurde die deutsche Unterrichtssprache abgeschafft und die Ausbildung dem französischen System angepasst.
Die Schüler stammten zum größten Teil aus bemittelten Kreisen des Warschauer deutschstämmigen Bürgertums (hatten daher keine Probleme mit deutscher Unterrichtssprache) und waren zu etwa 80 % evangelisch. Ein kleinerer Teil waren Katholiken, ebenfalls aus deutschstämmigen Familien, dann auch Söhne aus deutsch-polnischen Mischehen (in der Regel mit deutschsprachiger Mutter) und ein paar Prozent Juden, die ja auch deutschsprachig waren.
Zu den bekannten Lehrern gehörten unter anderem Nicolas Chopin, Französischlehrer, Friedrich Karl Hauke (Vater von Hans Moritz Hauke), Mathematiklehrer, und natürlich Samuel Gottlieb Linde selbst. Bekannte Schüler waren unter anderem der Komponist und Pianist Frédéric Chopin, der Dichter Zygmunt Krasiński und der Bankier Leopold Stanisław Kronenberg.
Bis 1817 hatte die Schule ihren Sitz im Nordflügel des Sächsischen Palais, das von den Wettinern gemietet wurde; nach dem Kauf des Palais für Regierungszwecke Kongresspolens zog sie ins Kazimierz-Palast ein. Die Professoren des Lyzäums hatten ihre Dienstwohnungen im Schulgebäude, der Vater Frédéric Chopins, Nicolas, Französischlehrer am Lyzäum, hatte sogar in  seinen Wohnungen in den beiden Palais eine kleine Pension für Schüler aus der Umgebung Warschaus eingerichtet.
Ein sehr großer Teil der Absolventen und Schüler des Lyzäums schloss sich 1830 dem polnischen Novemberaufstand an. Als „Pest- und Unruheherd“ wurde die Schule von den siegreichen zaristischen Behörden geschlossen und in das „I. Gouvernementgymnasium“ verwandelt, das nach russischem Muster organisiert war.